# (17953) 1999 JB20
A (17953) 1999 JB20 a Naprendszer kisbolygóövében található aszteroida. A LINEAR projekt keretében fedezték fel 1999. május 10-én.